# ラップ・ラップ・ショー
『ラップ・ラップ・ショー』は、1965年3月3日から同年5月12日までフジテレビ系列局で放送されていたフジテレビ制作の音楽バラエティ番組である。放送時間は毎週水曜 19:00 - 19:30 （日本標準時）。

## 概要
毎回日常生活に即したリズムを1つずつ取り上げていた番組で、それらに分かりやすい説明を加えたり、そのリズムを織り込んだコント・パントマイム・リズム遊びを行ったりしていた。他に芸能界のニュースを紹介する告知板、ゲスト歌手による歌の披露、話題のスターとその家族を招いてのインタビューなども行っていた。
日曜19:00枠へ移動した前番組『リズム歌合戦』と同様にリズムを取り上げていたが、番組は2か月で終了。次のレギュラー番組『サトウ 勝ち抜きエレキ合戦』が始まるまでの間、ほぼ同じメンバーによるつなぎ番組『歌う青春カーニバル』が5回放送された。

## 出演者

### 司会
- 鈴木やすし（後の鈴木ヤスシ）
- 本間千代子

### レギュラー
- 和田弘とマヒナスターズ
- 浜口庫之助